# Арт Владивосток
«Арт Владивосток» — онлайн-галерея художников, дизайнеров, скульпторов, фотографов города Владивостока и Приморского края.
Галерея выставляет большой круг художников города от молодых студентов до профессионалов, широко известных за пределами города, края, страны, работающих в различных техниках и жанрах изобразительного искусства. Галерея старается показать всему миру соотечественников, работы которых займут достойное место среди шедевров мировой живописи. В настоящий момент здесь представлено более ста авторов и ста пятидесяти сменных экспозиций, кроме того в выставочном зале галереи проводятся персональные и коллективные выставки художников Владивостока, фоторепортажи с арт-мероприятий и анонсы выставок в галереях города (с 2009 по октябрь 2011 опубликовано 72 персональных, 34 коллективных выставки, 28 фоторепортажей, около 300 анонсов).

## Координаторы проекта
- Теняков, Артём Сергеевич
- Лукьянчук, Кира Георгиевна

## Направления
- живопись
- графика
- скульптура
- прикладное искусство
- фотография
- компьютерная графика

## Выставочный зал
- Коллективные и персональные выставки художников города Владивостока («электронные копии» реальных выставок, а также уникальные подборки, присутствующие только в выставочном зале галереи «Арт Владивосток»).
- Анонсы проводимых выставок и мероприятий в галереях города Владивостока.
- Фоторепортажи с арт-мероприятий, в которых участвуют художники Владивостока.
- Специальные рубрики: «колонка искусствоведа» (ведёт Сергей Голлербах, живописец, график, художественный критик, эссеист), «колонка художника» (ведёт Владимир Старовойтов, живописец, график).

## Дополнительная информация
- В 2005 году «Арт Владивосток» стал Лауреатом в номинация «Лучший молодёжный интернет-проект» на II фестивале некоммерческих молодёжных интернет-проектов, проводимого Союзом вебмастеров России при поддержке Совета Федерации, Государственной Думы РФ, Правительства Москвы и содействии общественных, государственных и коммерчески организаций, учебных заведений.[1][2]
- В 2010 году, по результатам всероссийского интернет-конкурса «Золотой сайт 2009», «Арт Владивосток» стал победителем в номинации «Общество» среди интернет-ресурсов Дальневосточного федерального округа.[3][4]